# Парламентарна скупштина Босне и Херцеговине
Парламентарна скупштина Босне и Херцеговине је народно представништво и законодавни орган Босне и Херцеговине. Састоји се из два вијећа: Дома народа и Представничког дома.

## Надлежности
Парламентарна скупштина је надлежна за:
- доношење закона потребних за спровођење одлука Предсједништва Босне и Херцеговине или за извршавање надлежности Парламентарне скупштине;
- одлучивање о изворима и износу средстава за функционисање институција Босне и Херцеговине и за међународне обавезе Босне и Херцеговине;
- одобравање буџета за институције Босне и Херцеговине;
- одлучивање о пристанку на ратификацију уговора;
- друга питања потребна за извршавање њених дужности или оних обавеза које су јој узајамним споразумом додијелили ентитети.

## Састав
Горњи дом Парламентарне скупштине, Дом народа, састоји се од 15 делегата од којих су двије трећине из Федерације Босне и Херцеговине (пет Хрвата и пет Бошњака) и једна трећина из Републике Српске (пет Срба). Именоване хрватске и бошњачке делегате бирају хрватски односно бошњачки делегати у Дому народа Парламента Федерације Босне и Херцеговине, а српске делегате бира Народна скупштина Републике Српске. Кворум представља девет делегата, под условом да су присутна најмање три бошњачка, три хрватска и три српска делегата.
Доњи дом Парламентарне скупштине, Представнички дом, има четрдесет два члана од којих се двије трећине бирају са територије Федерације Босне и Херцеговине, а једна трећина са територије Републике Српске. Чланови се бирају директно из ентитета, у складу са Изборним законом Босне и Херцеговине. Кворум представља већина свих чланова.

## Поступак
Сваки дом већином гласова усваја свој пословник и бира међу својим члановима предсједавајућег и његова два замјеника из реда Срба, Хрвата и Бошњака. Положај предсједавајућег ротира између та три лица.
Сви закони се доносе сагласношћу оба дома. Одлуке се доносе већином гласова оних који су присутни и који гласају. Већина мора укључивати једну трећину делегата или чланова са територије сваког ентитета. Уколико не постоји таква већина предсједавајући и његови замјеници се састају као комисија и покушавају да обезбиједе сагласност у року од три дана после гласања. Ако то не успије, одлуке се доносе већином гласова оних који су присутни и који гласају с тим да гласови против не смију да садрже две трећине или више делегата или чланова изабраних из сваког ентитета.
Предложена одлука може се прогласити за штетном по виталне националне интересе српског, хрватског или бошњачког народа. То захтијева сагласност већине делегата у Дому народа из реда Срба, Хрвата и Бошњака. Уколико нема такве већине предсједавајући сазива заједничку комисију од три делегата из реда Срба, Хрвата и Бошњака. Ако комисија не ријеши то питање у року од пет дана предмет се преноси на Уставни суд Босне и Херцеговине, који у хитном поступку разматра процедуралну регуларност у тој ствари.